# 허가이
알렉세이 이바노비치 헤가이(러시아어: Алексей Иванович Хегай, 한국 한자: 許哥而 허가이, 1908년 3월 18일 ~ 1953년 7월 2일)는 조선계 소련인 노동운동가, 공산주의자이다. 조선민주주의인민공화국의 소련파 위원이었다. 러시아 연해주 포시예트에서 태어났다. 모스크바 대학교를 졸업하였고, 우즈베키스탄에서 살았으며 8·15 광복 후 귀국한 뒤 월북하여 소련파의 거물로 활동하였다. 1951년 11월부터는 조선민주주의인민공화국의 부총리를 지냈으나, 1953년 3월경 숙청된 후 자살하였다.
흔히 알려진 “허가이”라는 이름은 한민족의 외자 성씨에 “가(家)”가 변형된 어미 “-가이(гай)”가 붙어서 러시아화된 것이다. 즉 진짜 성명은 “알렉세이 허가이”이고 “허가이”는 성이다.

## 생애

### 소련에서 성장하고 수학
러시아 연해주 지방 포시예트 항에서 1908년 태어났다. 본명은 알렉세이 이바노비치 게오르기였다. 원적지는 함경북도였다. 9세 때 부모를 잃고 삼촌 집에서 자랐다. 그러나 보통학교와 고등학교까지 졸업할 수 있었다.
그는 소련에서 태어나 연해주 지방 소련 공산당에서 일한 것으로 알려져 있다. 1924년부터 노동자로 생활하였고, 콤소몰에 가입하였으며 1930년까지 지역 콤소몰의 간부로 활동했다. 1932년 9월에는 콤소몰의 극동 지역위원회 비서로 선출되었다. 1945년 8·15 해방 후 소련군 민정부 요원으로 북한에 들어왔으며, 이후 소련 군정청 관리로 활동하였다. 김두봉은 그에게 평소 허가(허씨) 또는 성씨에 가이라는 이름을 붙여 허가이로 불렀다. 한번은 허가이가 그러지 말고 조선 이름을 지어 달라고 부탁하자 김두봉은 즉석에서 한문 허가이 이름을 붙여주었다고 한다.
1945년 12월 소련파 제3진으로 평양에 왔다. 북조선을 감시하기 위해 수백 명 소련통역관 겸 감시요원을 정권에 배치했을 때 그도 통역관 겸 감시요원으로 활동하였다. 1946년 8월 북조선로동당 창립대회에 참가, 로동당 정치위원으로 선출되었다.

### 북조선에서의 정치 활동
소련파의 대표적인 인물로 북한 정권수립 이후 1948년 9월 조선로동당 중앙위원회 부위원장 및 신설된 검열위원회 위원장이 되었고, 1949년 6월 조선로동당이라는 당명이 채택된 북조선노동당과 남조선노동당의 연석회의에서 당의 제2부위원장으로 선출되었다. 조선로동당 부위원장, 당 비서에 선출되었다.
1950년 조선로동당 제1서기를 거쳐 한국전쟁 중 1951년 11월 내각 제2대 부총리에 선출되었다. 그러나 같은 51년 11월 당 중앙위 제4차 전원회의에서 당 조직부장에서 제명, 좌천당한다. 평소 김일성의 독재에 반감 있었는데, 전쟁 이후 박헌영, 이강국을 비롯한 남로당 일파에 누명을 씌워 숙청을 벌일 때 허가이는 이들이 미국과 교신하지 않았다고 변호하였다. 그는 6·25전쟁 중 불순, 비겁한 당원들에 대한 지나친 책벌로 전체 당원 60만 명 가운데 75％인 45만 명 당원을 책벌하여 당 조직을 마비시켰다고 한다. 그러나 남로당원을 옹호한 것을 김일성에게 질책당한 후 자살하였다 한다. 일설에는 김일성이 경쟁자였던 허가이를 살해했다고 한다. 그 외에 당내에서 노동자 구성비율이 줄어들까봐 두려워 광범위한 농민의 입당을 막는 관문주의적 정책을 실시했다고도 한다.

### 암살 의혹
1953년 7월 2일에 자신의 사무실인 평양의 지하 방공호에서 죽은 시신으로 발견되었다. 공식 사인은 자살로 알려졌다. 그러나 사인이 자살이 아니라 암살이라는 의혹이 강하게 제기되고 있다. 그가 죽었을 때 권총을 두 정이나 갖고 있으면서도 가슴에 장총을 맞은 자세로 죽었다든가, 죽기 몇 시간 전 장인이자 인민군 탱크부대장이던 최표덕과 대화에서 조금도 자살 의도를 보이지 않았다는 점을 근거로 들을 수 있다. 허가이 딸 허리라는 김일성의 숙청 대상이 되자 아버지는 자살한 게 아니라 암살당했다고 주장하였다. 친구였던 장학봉은 허가이가 암살당했다고 주장하였으며, 당시 허가이가 등뒤에서 총을 맞았기 때문에 암살이라고 한다.

## 가족 관계
- 부인 : 리안나 (1908년생)[1]
  - 장녀 : 허 넬라
  - 차녀 : 허 리라
- 부인 : 최니나 뻬드로브나(하얼빈의 소련중학교 교원출신)
  - 딸 : 허 지라
  - 아들 : 허 게오르기
- 장인 : 최표덕, 부인 최니나의 아버지

## 문화에 나타난 허가이

### 드라마
- 박경득 - 1990년 (여명의 그날) KBS1 드라마
- 송용태 - 2006년 (서울 1945) KBS1 드라마

## 같이 보기
- 이강국
- 김무정
- 김원봉
- 김두봉
- 박헌영
- 리승엽
- 김무정

## 참고자료
- 째르치즈스키, 표도르(이휘성) (2023). 〈당 부위원장 허가이와 6·25전쟁 종료 직전 의문의 사망〉. 《북한과 소련: 잊혀진 인물과 에피소드》. 파주: 한울아카데미. 310~327쪽. ISBN 9788946074668.